# 카트린 루초슈톰포로프스키
카트린 루초슈톰포로프스키(독일어: Katrin Rutschow-Stomporowski, 1975년 4월 2일 ~ )는 독일의 조정 선수이다. 그녀는 올림픽에서 금메달을 2번 획득했다. 그녀는 2004년 아테네 올림픽 이후 선수 생활을 마감했다.  1999년 12월 20일에 베른하르트 슈톰포로프스키와 결혼했다.

## 참조
- 카트린 슈톰포로프스키 보관됨 2021-01-11 - 웨이백 머신 at WorldRowing.com from FISA